# Головна інспекція Міністерства оборони України
Головна інспекція Міністерства оборони України — вищий військовий інспекційний орган Міністерства оборони України. Підпорядковується Міністру оборони України. Створена Указом Президента України № 680/95 від 1 серпня 1995 року.

## Призначення
Здійснення інспекційних заходів у Збройних Силах України з метою контролю за станом:
- їх реформування та розвитку;
- проходження військової служби особовим складом;
- бойової та мобілізаційної готовності;
- оперативно-тактичної, бойової та морально-психологічної підготовки військ (сил) та всебічного забезпечення їх функціонування і життєдіяльності.

## Основні завдання
- здійснення перевірок за дотриманням у Збройних Силах України вимог чинного законодавства, за своєчасним, повним та якісним виконанням указів, директив та розпоряджень Президента України — Верховного Головнокомандувача Збройних Сил України, постанов і розпоряджень Кабінету Міністрів України, наказів, директив, розпоряджень Міністра оборони України та начальника Генерального штабу Збройних Сил України та інших нормативних актів з військових питань;
- участь у підготовці за напрямами роботи проектів законів України, інших нормативно-правових актів, наказів та директив Міністра оборони України;
- контроль і надання організаційної та методичної допомоги з питань реформування і розвитку Збройних Сил України та їх всебічного фінансового і матеріально-технічного забезпечення;
- здійснення інспекційних заходів органів військового управління, об'єднань, з'єднань, військових частин, підприємств Міністерства оборони України, військових навчальних закладів, установ та організацій Збройних Сил України (далі — об'єкти перевірки) відповідно до річного плану роботи, затвердженого Міністром оборони України, а також раптово, за окремими рішеннями Міністра оборони України;
- вивчення питань проходження військової служби особовим складом об'єктів перевірки та стану виконання заходів щодо реалізації соціально-економічних і правових гарантій військовослужбовців, працівників Збройних Сил України та членів їх сімей;
- перевірка та аналіз діяльності органів військового управління всіх рівнів щодо керівництва військами (силами), ефективності їх впливу на стан справ;
- перевірка і визначення стану виконання завдань за призначенням та виконання кошторису об'єктом перевірки;
- перевірка та визначення стану фінансово-господарської діяльності, охорони навколишнього середовища, пожежної безпеки об'єктів, споруд, комунікацій та мереж, що забезпечують бойову та мобілізаційну готовність, бойову підготовку та життєдіяльність військ;
- контроль за станом роботи із зверненнями громадян;
- підготовка та надання Міністру оборони України об'єктивної інформації стосовно реального стану справ з перевірених питань та пропозицій щодо вжиття заходів.

## Діяльність
- бере участь у розробці проектів законів України, інших нормативно-правових актів указів, розпоряджень, наказів, директив Президента України як Верховного Головнокомандувача Збройних Сил України та Кабінету Міністрів України, наказів і директив Міністра оборони України, начальника Генерального штабу Збройних Сил України;
- здійснює під час інспекційних заходів перевірки повноти та якості виконання вимог законів України, указів, актів Президента України, Кабінету Міністрів України, наказів і директив Міністра оборони України та начальника Генерального штабу Збройних Сил України, виконання доручень Міністра оборони України щодо вивчення окремих питань стану та діяльності військ (сил);
- перевіряє, аналізує та оцінює стан виконання об'єктом перевірки: заходів реформування або розвитку; готовність об'єкта перевірки до виконання завдань за призначенням і виконання кошторису за бюджетний рік; бойову, мобілізаційну готовність та рівень його оперативної та бойової підготовки; проходження військової служби особовим складом; стан всебічного забезпечення та рівень керівництва;
- оцінює відповідність організаційно-штатної структури об'єктів перевірки покладеним на них завданням;
- подає за підсумками інспекційних заходів доповіді Міністру оборони України, у разі необхідності про їх результати інформує начальника Генерального штабу Збройних Сил України та головнокомандувачів видів Збройних Сил України, командувачів військ оперативних командувань;
- розробляє нормативні документи, відповідні методичні рекомендації стосовно проведення інспекційних заходів у Збройних Силах України, критерії оцінки їх стану і рівня готовності до виконання завдань за призначенням;
- розробляє пропозиції щодо вирішення проблемних питань та усунення існуючих недоліків, здійснює контроль за якістю та своєчасністю їх усунення;
- готує інформаційно-аналітичні матеріали з питань інспекційної діяльності та пропозиції Міністру оборони України щодо вирішення проблем, які існують у Збройних Силах України;
- здійснює інші функції відповідно до доручень Міністра оборони України та покладених на неї завдань.

Крім того, в окремих випадках може перевіряти такі питання:
- наявність та стан озброєння, військової техніки, інших матеріальних ресурсів у непорушному запасі та мобілізаційному резерві, а також створення резерву військовонавчених людських ресурсів;
- забезпечення живучості та вибухопожежобезпеки арсеналів, баз і складів, порядку зберігання, ремонту, знищення та утилізації озброєння, військової техніки, військового майна і металобрухту, використання земельних ділянок та інфраструктури Збройних Сил України, передачі житлових містечок, майданчиків, будівель, споруд та реалізації військового майна, що вивільняється під час реформування Збройних Сил України;
- організацію та якість підготовки, готовність контингентів Збройних Сил України до участі у миротворчих операціях.[1]

## Керівництво

### Головний інспектор Міністерства оборони України
- 2019—2020 полковник Галушкін Юрій Алімович
- 2017—2019 генерал-лейтенант Хомчак Руслан Борисович
- 2019—2020 генерал-полковник Попко Сергій Миколайович[2]
- 2020— ???? генерал-майор Доманський Олександр Анатолійович[3]
- 2020— по т.ч. адмірал Воронченко Ігор Олександрович

### Перший заступник Головного інспектора Міністерства оборони України
- 2019—по т.ч. генерал-майор Мартинюк Василь Дмитрович[4].

### Головний інспектор Сухопутних військ— заступник Головного інспектора Міністерства оборони України
- ????—2019 генерал-майор Мартинюк Василь Дмитрович[5].

### Головний інспектор Повітряних Сил
- генерал-майор Романюк Валерій Миколайович[6].

### Головний інспектор Військово-Морських Сил
- контр-адмірал Тимчук Ігор Володимирович[7].

### Головний інспектор з питань військової освіти, гуманітарної і соціальної політики
- генерал-майор Вальків Олег Ігорович[8].

### Головний інспектор військ зв'язку та оперативного забезпечення
- генерал-майор Муженко Сергій Миколайович[9].